# 托拜厄斯 (內布拉斯加州)
托拜厄斯（英語：Tobias）是位於美國內布拉斯加州薩林縣的村。

## 人口
根據2020年美國人口普查的數據，托拜厄斯的面積為0.68平方千米，皆為陸地。當地共有人口114人，而人口密度為每平方千米168人。